# Lauri Silvennoinen (ski de fond)
Lauri Silvennoinen (né le 7 novembre 1916 et décédé le 24 décembre 2004) est un ancien fondeur finlandais.

## Palmarès

### Jeux olympiques
| Épreuve / Édition | St-Moritz 1948 |
| 4x10km            | Argent         |